# Onueke
Onueke este un oraș din statul Ebonyi, Nigeria, sediul ancestral al tribului Ezaa.